# Missões diplomáticas em São Cristóvão e Neves
Esta é uma lista de missões diplomáticas em São Cristóvão e Neves. A capital do país, Basseterre, abriga 4 embaixadas e vários consulados honorários para providenciar serviços emergenciais a seus cidadãos lá residentes.

## Embaixadas
Basseterre
| - Brasil - Cuba - Taiwan - Venezuela |

## Consulados
- Países Baixos

## Embaixadas não-residentes
A seguir segue a embaixada do país e a cidade onde está alocada. (Lista incompleta)
| - Arábia Saudita (Havana) - Alemanha (Porto da Espanha) - Austrália (Porto da Espanha) - Bangladesh (Washington, DC) - Bahrein (Washington, DC) - Canadá (Bridgetown) - Coreia do Sul (São Domingos) - Catar (São Domingos) - Emirados Árabes Unidos (Bogotá) - Estados Unidos (Bridgetown) - Egito (Havana) - Finlândia (Caracas) - França (Castries) - Grécia (Caracas) - Guiné (Havana) - Haiti (São Domingos) - Indonésia (Bogotá) - Itália (São Domingos) - Japão (Porto da Espanha) - Jordânia (Washington, DC) - Quênia (Havana) - Kuwait (Havana) - Líbia (Havana) - Lesoto (Washington, DC) - Laos (Havana) - Líbano (Havana) - Maldivas (Cidade de Nova Iorque) - Malásia (Caracas) - México (Castries) - Países Baixos (Porto da Espanha) - Noruega (Havana) - Portugal (Havana) - Filipinas (Washington DC) - Reino Unido (Bridgetown) - Rússia (Kingston) - Suécia (Ottawa) - Tailândia (Havana) - Togo (Washington, DC) - Turquemenistão (Washington, DC) - Tanzânia (Havana) - Tajiquistão (Washington, DC) - Uganda (Washington, DC) - Uzbequistão (Washington, DC) - Vietname (Havana) - Iêmen (Havana) |